# Lars Timmermann

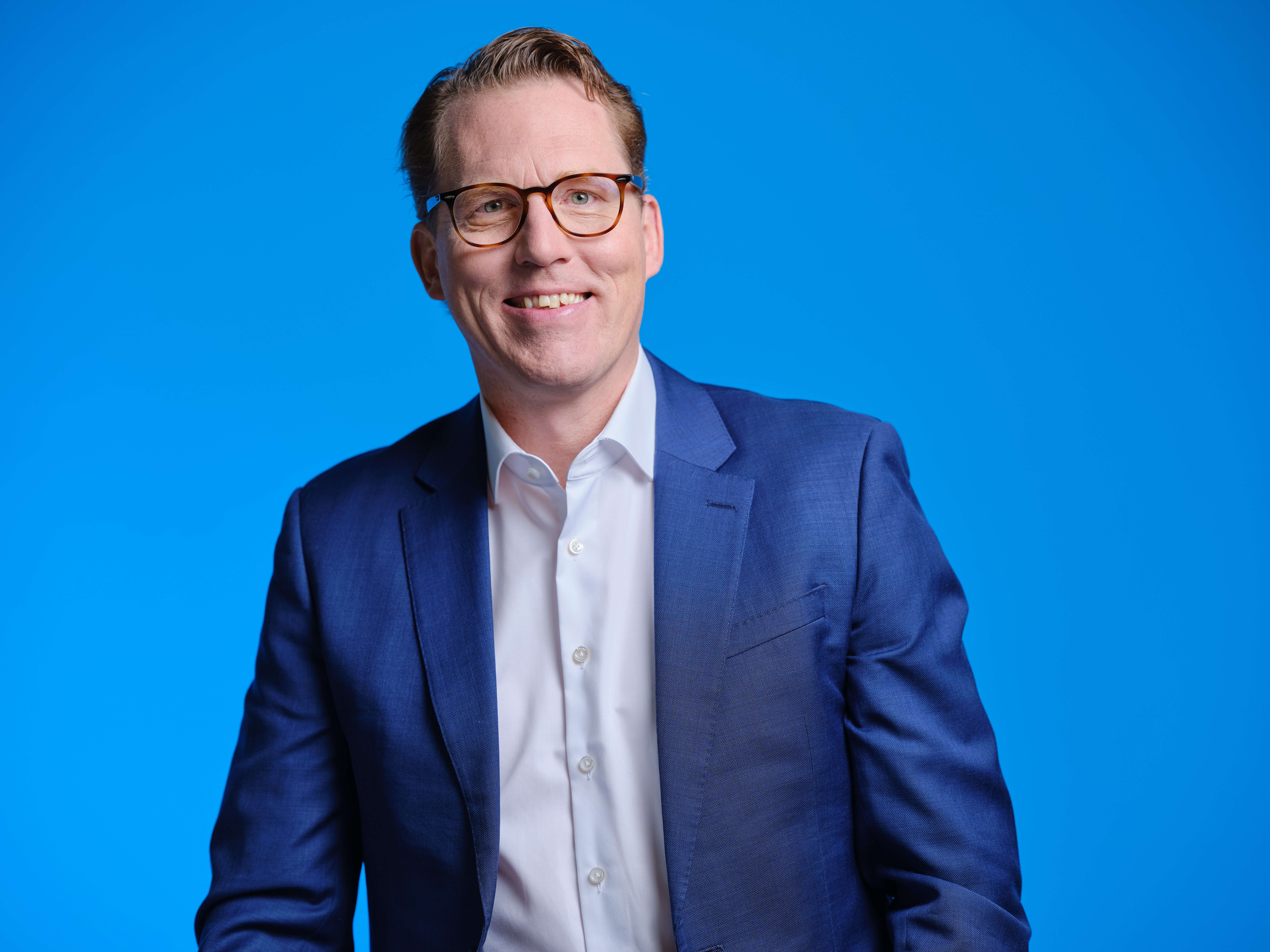
Porträt Lars Timmermann. Copyright: DGN/Christian Festag

Lars Timmermann (* 8. Dezember 1972 in Hamburg) ist ein deutscher Neurologe. Er ist Universitätsprofessor und Direktor der Klinik für Neurologie am Standort Marburg des Universitätsklinikums Gießen und Marburg. Timmermann ist Experte für Bewegungsstörungen und Tiefe Hirnstimulation.

## Leben
Nach dem Abitur 1992 am Burggymnasium in Essen studierte er bis 1999 Medizin an der Christian-Albrechts-Universität zu Kiel mit Studienaufenthalten in Baltimore, USA (Johns Hopkins University), Dayton, USA (Wright State University), und Gorleston, UK (Cambridge University). Im Jahr 1998 legte er das United States Medical Licensing Exam step 2 ab, 1999 approbierte er mit dem deutschen Staatsexamen zum Arzt. 2000 promovierte Timmermann zum Thema Funktionelle Untersuchungen zur Regeneration von sympathischen kutanen Vasokonstriktorneuronen nach peripherer Nervenläsion in der Ratte. Von 1999 bis 2006 war er als Assistenzarzt an der Neurologischen Universitätsklinik Düsseldorf (Hans-Joachim Freund und Hans-Peter Hartung) tätig und leitete seit 2002 die Nachwuchsgruppe „Pathophysiologie von Bewegungsstörungen“. 2005 legte er die Facharztprüfung Neurologie ab. Im Januar 2007 wechselte er als Oberarzt an die Uniklinik Köln (Gereon R. Fink), wo er Leiter der Arbeitsgruppe „Bewegungsstörungen und Tiefe Hirnstimulation“ wurde. 2007 habilitierte sich Timmermann in Neurologie an der Heinrich-Heine-Universität Düsseldorf und erhielt 2008 die neu eingerichtete Professur „Neurologische Bewegungsstörungen“ an der Uniklinik Köln. Seit dem 1. September 2016 ist er Professor für Neurologie und Direktor der Klinik für Neurologie am Standort Marburg des Universitätsklinikum Gießen und Marburg. Von 2018 bis 2021 hatte er zusätzlich die Leitung des Zentrums für Notfallmedizin übernommen.

## Klinische und Wissenschaftliche Schwerpunkttätigkeit
Timmermann zählt zu den klinischen Experten für neurologische Bewegungsstörungen, insbesondere für Parkinson, Dystonie und Essentiellen Tremor. Seine Forschung befasst sich mit Klinik und Pathophysiologie von Bewegungsstörungen und Wirkung der Tiefen Hirnstimulation sowie Physiologischem Altern. Neben invasiven und nichtinvasiven Ableittechniken aus verschiedenen Hirnregionen stellen klinische Studien einen Schwerpunkt dar. Internationale Reputation erlangte er insbesondere durch grundlagenwissenschaftliche Arbeiten zur Pathophysiologie der Basalganglien bei Bewegungsstörungen und klinische Studien zur Tiefen Hirnstimulation bei Morbus Parkinson.
Seine führende Rolle bei der Erforschung und Behandlung von Parkinson, insbesondere auch mithilfe der Tiefen Hirnstimulation, bestätigen außerdem wiederholte Einträge in der renommierten Ärzteliste des deutschen Nachrichtenmagazins Focus.

## Ehrungen, Mitgliedschaften, Herausgebertätigkeit
Timmermann wurde mit einer Reihe von wissenschaftlichen Preisen ausgezeichnet. So erhielt er unter anderem den Förderpreis der Deutschen Parkinson-Vereinigung 2003. 2004 wurde ihm der Young Investigator Award der BIOMAG verliehen sowie der wissenschaftliche Nachwuchspreis in Nordrhein-Westfalen. Außerdem erhielt er von der Gattin des damaligen Bundespräsidenten Eva Luise Köhler, den Klüh-Preis für die Erforschung seltener Erkrankungen. Seine Lehrtätigkeit an der Universität Köln wurde mehrfach ausgezeichnet. Timmermann ist seit Januar 2023 Präsident der Deutschen Gesellschaft für Neurologie (DGN). In der International Parkinson’s disease and Movement Disorders Society ist er im Executive Committee der Europäischen Sektion, leitet die DBS non-motor Study section und war bis 2018 Vorsitzender des CME Committees. Bis 2017 war Timmermann stellvertretender Senator der Medizinischen Fakultät Köln sowie Mitglied in zahlreichen Kommissionen der Fakultät. Timmermann ist Redaktionsmitglied von Nature Parkinson’s Disease, ein Partner Journal von Nature, Gutacher der Exzellenzinitiative der Deutschen Forschungsgemeinschaft, sowie Autor zahlreicher Fachbuchkapitel.

## Schriften
- mit J. Gross, J. Kujala, M. Hämäläinen, A. Schnitzler und R. Salmelin: Dynamic imaging of coherent sources: a new approach for studying neural interactions in the human brain. In: Proceedings of the National Academy of Sciences. USA, Vol. 98 (2), 2001, S. 694–699.
- mit J. Gross, M. Dirks, J. Volkmann, H.-J. Freund und A. Schnitzler: The cerebral oscillatory network of parkinsonian resting tremor. In: Brain. Vol. 126 (1), 2003, S. 199–212.
- mit G. Deuschl, C. Schade-Brittinger, P. Krack, J. Volkmann, H. Schäfer, K. Bötzel, C. Daniels, A. Deutschlander, U. Dillmann, W. Eisner, D. Gruber, W. Hamel, J. Herzog, R. Hilker, S. Klebe, M. Kloß, J. Koy, M. Krause, A. Kupsch, D. Lorenz, S. Lorenzl, H. M. Mehdorn, J. R. Moringlane, W. Oertel, M. O. Pinsker, H. Reichmann, A. Reuss, G. H. Schneider, A. Schnitzler, U. Steude, V. Sturm, V. Tronnier, T. Trottenberg, L. Wojtecki, E. Wolf, W. Poewe und J. Voges: Deep brain stimulation for Parkinson’s disease – a 6-month randomized, controlled trial. In: The New England Journal of Medicine. Jg. 355 (9), 2006, S. 896–908.
- mit R. Jain, L. Chen, M. Maarouf, M. T. Barbe, N. Allert, T. Brücke, I. Kaiser, S. Beirer, F. Sejio, E. Suarez, B. Lozano, C. Haegelen, M. Vérin, M. Porta, D. Servello, S. Gill, A. Whone, N. Van Dyck und F. Alesch: Multiple-source current steering in subthalamic nucleus deep brain stimulation for Parkinson's disease (the VANTAGE study): a non-randomised, prospective, multicentre, open-label study. In: Lancet Neurology. Vol. 14 (7), 2015, S. 693–701.